# بلویت (کانزاس)
بلویت (به انگلیسی: Beloit) شهری در ایالت کانزاس کشور ایالات متحده آمریکا است که جمعیت آن در سرشماری سال ۲۰۱۰ میلادی، ۳٬۸۳۵ نفر بوده‌است.